# Junonia genoveva
Junonia genoveva är en fjärilsart som beskrevs av Pieter Cramer 1782. Junonia genoveva ingår i släktet Junonia och familjen praktfjärilar. Inga underarter finns listade i Catalogue of Life.

## Bildgalleri

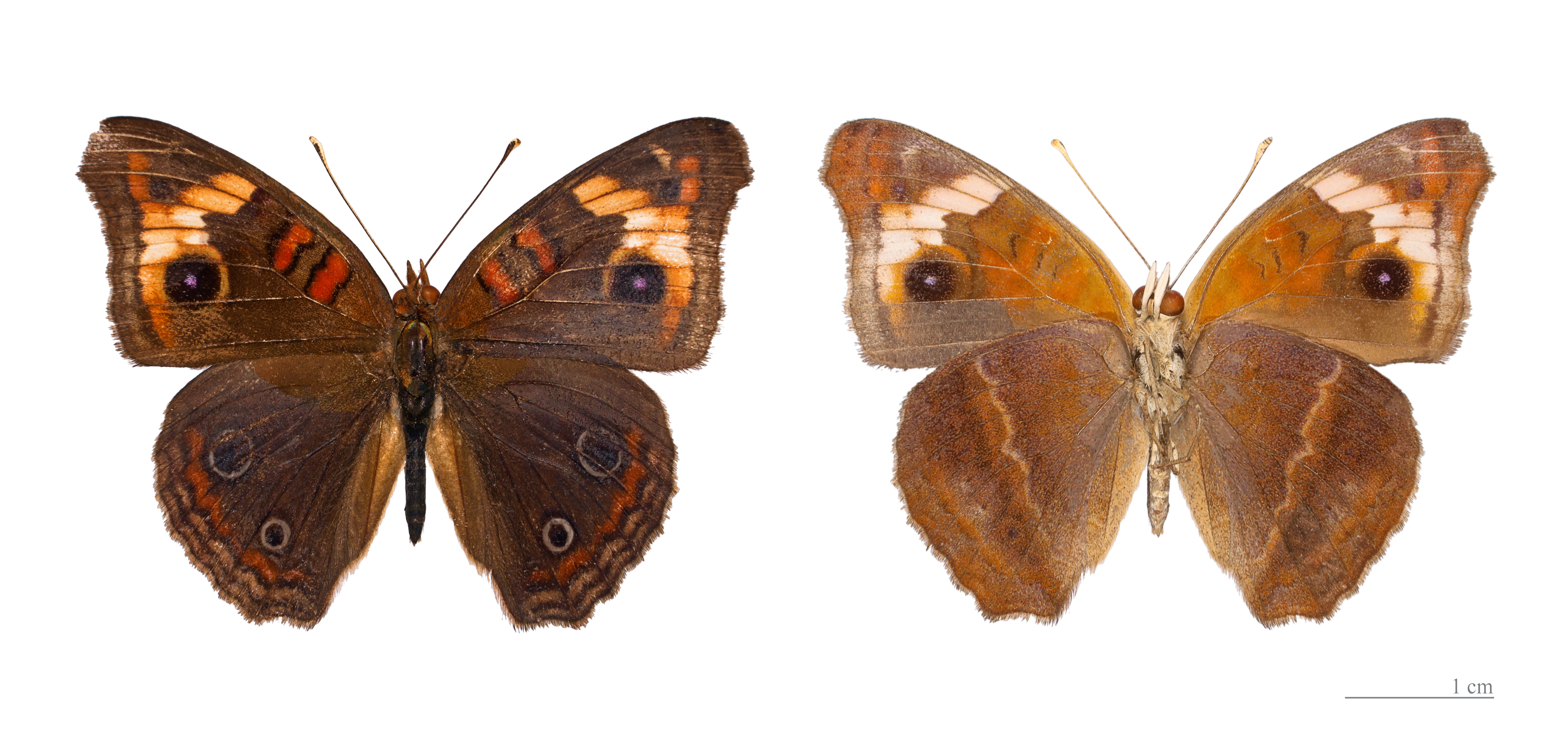